# Julianenflut
Die Julianenflut ereignete sich vom 16., dem Namenstag der Heiligen Juliana von Nikomedia, bis 17. Februar 1164 und ist damit die erste konkret überlieferte Sturmflut an der deutschen Nordseeküste.
Helmold von Bosau berichtet in seiner zwischen 1163 und 1168 entstandenen Slawenchronik von ihr. Auch die Pöhlder Annalen enthalten eine entsprechende Notiz. Diesen Quellen zufolge kamen bei dieser Sturmflut viele Tausende Menschen und Stück Nutzvieh ums Leben. Mit am schwersten waren Ostfriesland, der Gau Hadeln und die Elbe- und Wesermarschen betroffen. Die Annalen des Klosters Egmond berichten, dass vor allem der ostfriesische Gau Morsatia schwer betroffen war, doch sie verbanden die Flut versehentlich mit dem Tag des Sankt Thomas in Dezember 1163, als Holland von einer vorangegangenen Flut heimgesucht wurde.
Noch ein halbes Jahrhundert später galt die Julianenflut als Fixpunkt in der Chronologie, sodass Emo von Wittewierum, der Verfasser eines Augenzeugenberichts über die Erste Marcellusflut 1219, diese auf das 55. Jahr nach der Julianenflut datieren konnte. Spätere Chroniken berichten, dass 20.000 Menschen ertrunken seien. 
Durch die Julianenflut soll sich, laut der späteren Forschung, im Mündungsgebiet der Jade eine Vorstufe zum heutigen Jadebusen gebildet haben. Auch dürfte die Mündung des Zuidersees sich erweitert haben.